# کمان‌باله‌ماهیان
کمان‌باله‌ماهیان (نام علمی: Amiidae) نام یک تیره از راسته درازباله‌سانان است.